# Білизна (риба)
Білизна (Aspius  Agassiz, 1832) — колишній рід євразійських коропових риб. Містив два види:
- Aspius aspius (Linnaeus, 1758) (Білизна звичайна)
- Aspius vorax Heckel, 1843 (Білизна передньоазійська)

Тепер обидва зараховуються до складу роду Ялець (Leuciscus).